# Garzyn (przystanek kolejowy)
Garzyn – kolejowy przystanek osobowy we wsi Garzyn, w gminie Krzemieniewo, w powiecie leszczyńskim, w województwie wielkopolskim, w Polsce. Został ukończony w dniu 1 października 1888 roku razem z linią z Jarocina do Kąkolewa. W grudniu 2011 roku na tym odcinku został zawieszony ruch pasażerski.